# Armadillidium pallidum
Armadillidium pallidum is een pissebed uit de familie Armadillidiidae. De wetenschappelijke naam van de soort is voor het eerst geldig gepubliceerd door Karl Wilhelm Verhoeff.